# Championnats du monde de cyclisme sur piste 2017
Navigation
2016 2018

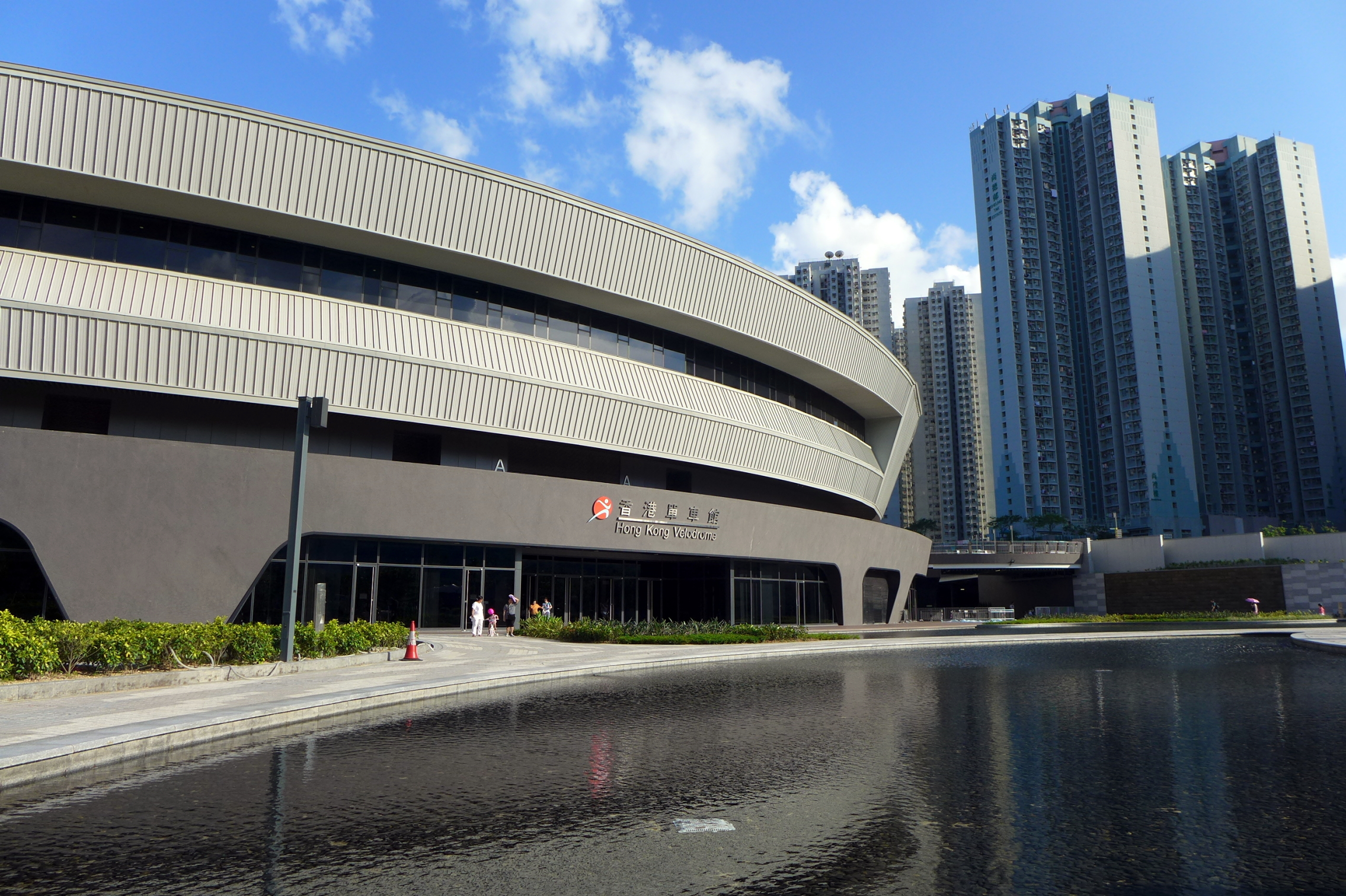
Entrée du vélodrome.

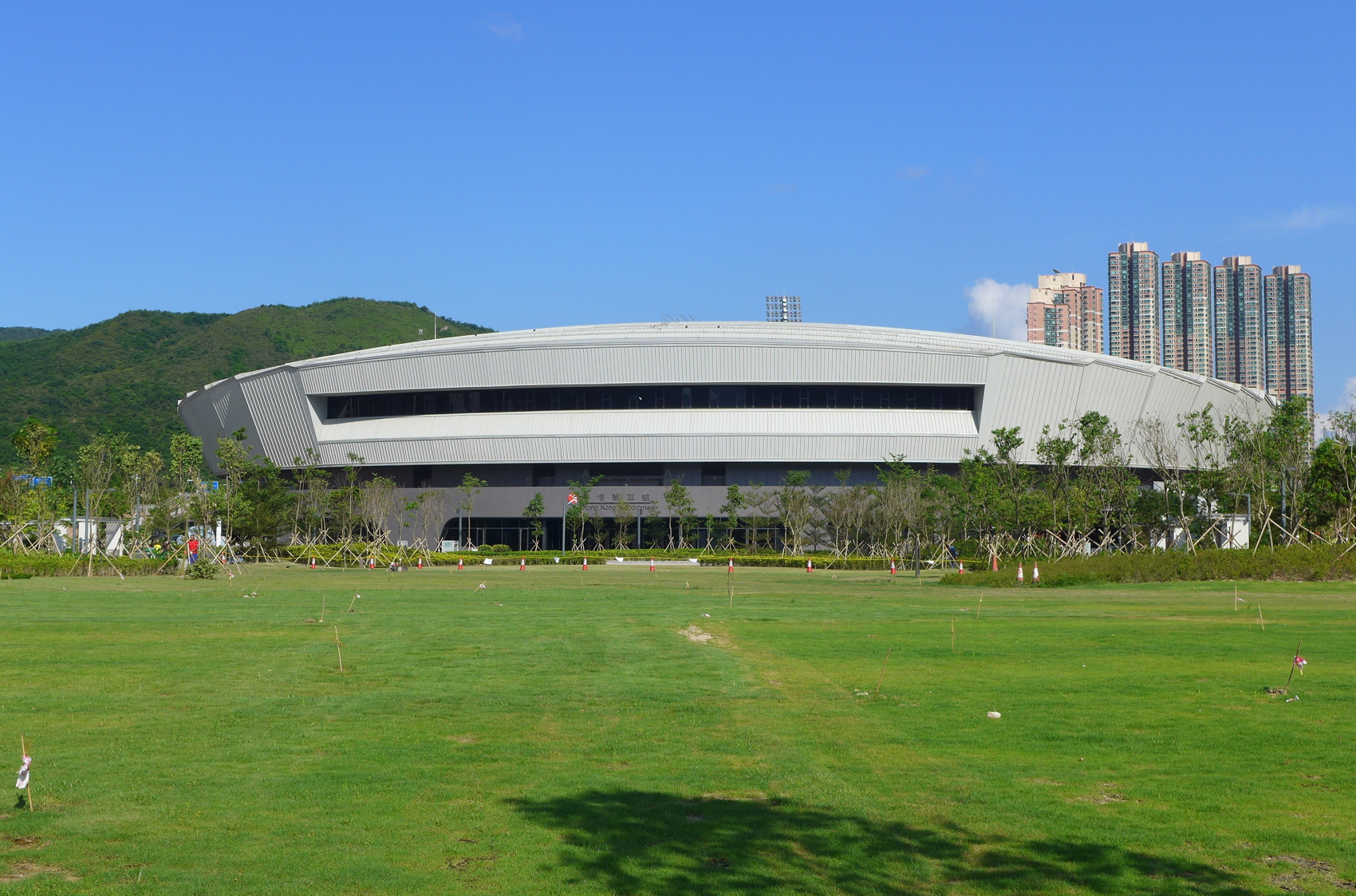
Vue extérieure du vélodrome.

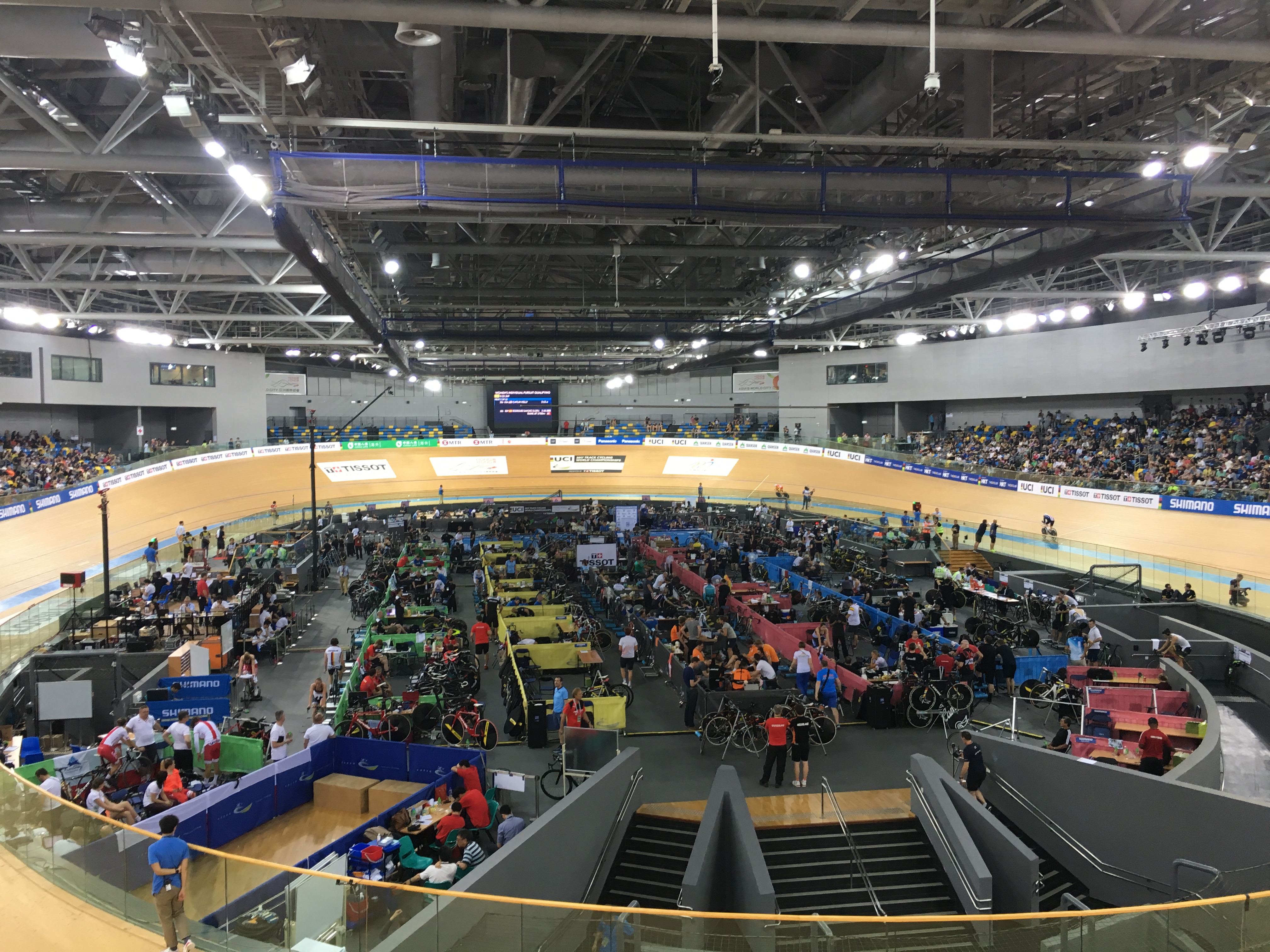
Vue intérieure du vélodrome.

Les championnats du monde de cyclisme sur piste 2017 se déroulent à Hong Kong, du 12 au 16 avril 2017 sur le Vélodrome de Hong Kong. 20 épreuves sont au programme. Le choix de Hong Kong comme vile hôte est validé en 2016. La ville a organisé une manche de Coupe du monde en janvier 2016, en guise de préparation à l’événement.
Pour ces deuxièmes mondiaux de l'histoire organisés en Asie (après le Japon en 1990), la course à l'américaine féminine fait son apparition. Ainsi, pour la première fois, il y a autant d'épreuve masculine et féminine au programme des mondiaux.
370 coureurs de 42 pays participent à ces mondiaux. La Grande-Bretagne est la seule association dont les cyclistes se sont qualifiés pour toutes les compétitions.
L'Australie avec un total de onze médailles, dont trois médailles d'or, est la plus récompensée. Elle est suivie par la France avec cinq médailles. Deux des trois médailles d'or des Français sont dues à Benjamin Thomas (dont une avec Morgan Kneisky). L'équipe russe termine également avec trois médailles d'or, toutes dans les disciplines du sprint. L'équipe allemande s'adjuge deux médailles d'or remportée par Kristina Vogel, qui porte son total à neuf titres de championne du monde dans sa carrière.
Pour la première fois, le champion du monde du keirin est le Malaisien Azizulhasni Awang, après dix ans dans l'élite, où il a déjà gagné deux médailles d'argent et deux médailles de bronze sur la piste. Il est également devenu le premier champion du monde de son pays. Le Russe Denis Dmitriev décroche le titre sur l'épreuve reine après de nombreuses années dans les premières places mondiales. Il devient également le premier coureur russe à remporter une médaille d'or individuelle en cyclisme sur piste. Troisième du tournoi de vitesse, le Néo-Zélandais Ethan Mitchell rentre dans histoire du cyclisme dans son pays, puisqu'il obtient la première médaille individuelle en vitesse pour son pays. Les Belges Lotte Kopecky et Jolien D'Hoore deviennent les premières championnes du monde de l'histoire de course à l'américaine, dans une épreuve marquée par de nombreuses chutes, dues au manque d'expérience des coureuses. L'Australienne Amy Cure est quant à elle la première cycliste, homme ou femme, à remporter des médailles lors des championnats du monde dans six disciplines différentes.

## Programme
Le programme des compétitions est le suivant :
| Date              | Hommes                                            | Femmes                                                                     |
| ----------------- | ------------------------------------------------- | -------------------------------------------------------------------------- |
| Mercredi 12 avril | Vitesse par équipes                               | Scratch, vitesse par équipes                                               |
| Jeudi 13 avril    | Scratch, poursuite par équipes, keirin            | poursuite par équipes                                                      |
| Vendredi 14 avril | Poursuite individuelle, course aux points         | Vitesse individuelle, omnium                                               |
| Samedi 15 avril   | Vitesse individuelle, omnium                      | 500 mètres contre-la-montre, poursuite individuelle, course à l'américaine |
| Dimanche 16 avril | Kilomètre contre-la-montre, course à l'américaine | Keirin, course aux points                                                  |

## Médaillés
- (q) signifie que le coureur n'a pas participé à la finale pour la médaille.

### Hommes
| Épreuves                                       | Or | Or             | Argent                                                                                              | Argent         | Bronze                                                                                     | Bronze         |
| ---------------------------------------------- | --- | -------------- | --------------------------------------------------------------------------------------------------- | -------------- | ------------------------------------------------------------------------------------------ | -------------- |
| Kilomètre contre-la-montre résultats détaillés | François Pervis                                                                                              | 1 min 0 s 714  | Quentin Lafargue Tomáš Bábek                                                                        | 1 min 1 s 048  |                                                                                            |                |
| Keirin résultats détaillés                     | Azizulhasni Awang                                                                                            |                | Fabián Puerta                                                                                       | + 0 s 382      | Tomáš Bábek                                                                                | + 0 s 417      |
| Vitesse résultats détaillés                    | Denis Dmitriev                                                                                               |                | Harrie Lavreysen                                                                                    |                | Ethan Mitchell                                                                             |                |
| Vitesse par équipes résultats détaillés        | Ethan Mitchell Sam Webster Edward Dawkins Nouvelle-Zélande                                                   | 44 s 049       | Jeffrey Hoogland Harrie Lavreysen Matthijs Büchli Theo Bos (q) Nils van 't Hoenderdaal (q) Pays-Bas | 44 s 382       | Benjamin Édelin Sébastien Vigier Quentin Lafargue François Pervis (q) France               | 43 s 536       |
| Poursuite individuelle résultats détaillés     | Jordan Kerby                                                                                                 | 4 min 17 s 068 | Filippo Ganna                                                                                       | 4 min 21 s 299 | Kelland O'Brien                                                                            | 4 min 16 s 909 |
| Poursuite par équipes résultats détaillés      | Sam Welsford Cameron Meyer Alexander Porter Nicholas Yallouris Kelland O'Brien (q) Rohan Wight (q) Australie | 3 min 51 s 503 | Regan Gough Pieter Bulling Dylan Kennett Nick Kergozou Nouvelle-Zélande                             | 3 min 53 s 979 | Simone Consonni Liam Bertazzo Filippo Ganna Francesco Lamon Michele Scartezzini (q) Italie | 3 min 56 s 935 |
| Course aux points résultats détaillés          | Cameron Meyer                                                                                                | 76 pts         | Kenny De Ketele                                                                                     | 40 pts         | Wojtek Pszczolarski                                                                        | 40 pts         |
| Américaine résultats détaillés                 | Morgan Kneisky Benjamin Thomas France                                                                        | 45 pts         | Cameron Meyer Callum Scotson Australie                                                              | 41 pts         | Moreno De Pauw Kenny De Ketele Belgique                                                    | 32 pts         |
| Scratch résultats détaillés                    | Adrian Tekliński                                                                                             |                | Lucas Liss                                                                                          |                | Christopher Latham                                                                         |                |
| Omnium résultats détaillés                     | Benjamin Thomas                                                                                              | 149 pts        | Aaron Gate                                                                                          | 147 pts        | Albert Torres                                                                              | 138 pts        |

### Femmes
| Épreuves                                        | Or                                                                   | Or             | Argent                                                              | Argent         | Bronze                                                                                             | Bronze         |
| ----------------------------------------------- | -------------------------------------------------------------------- | -------------- | ------------------------------------------------------------------- | -------------- | -------------------------------------------------------------------------------------------------- | -------------- |
| 500 mètres contre-la-montre résultats détaillés | Daria Shmeleva                                                       | 33 s 282       | Miriam Welte                                                        | 33 s 382       | Anastasiia Voinova                                                                                 | 33 s 454       |
| Keirin résultats détaillés                      | Kristina Vogel                                                       |                | Martha Bayona                                                       |                | Nicky Degrendele                                                                                   |                |
| Vitesse résultats détaillés                     | Kristina Vogel                                                       |                | Stephanie Morton                                                    |                | Lee Wai-sze                                                                                        |                |
| Vitesse par équipes résultats détaillés         | Daria Shmeleva Anastasiia Voinova Russie                             | 32 s 520       | Kaarle McCulloch Stephanie Morton Australie                         | 32 s 649       | Miriam Welte Kristina Vogel Allemagne                                                              | 32 s 609       |
| Poursuite résultats détaillés                   | Chloe Dygert                                                         | 3 min 24 s 641 | Ashlee Ankudinoff                                                   | 3 min 31 s 784 | Kelly Catlin                                                                                       | 3 min 30 s 365 |
| Poursuite par équipes résultats détaillés       | Kelly Catlin Chloe Dygert Kimberly Geist Jennifer Valente États-Unis | 4 min 19 s 413 | Amy Cure Ashlee Ankudinoff Alexandra Manly Rebecca Wiasak Australie | 4 min 19 s 830 | Racquel Sheath Rushlee Buchanan Kirstie James Jaime Nielsen Michaela Drummond (q) Nouvelle-Zélande | 4 min 21 s 778 |
| Course aux points résultats détaillés           | Elinor Barker                                                        | 59 pts         | Sarah Hammer                                                        | 51 pts         | Kirsten Wild                                                                                       | 35 pts         |
| Américaine résultats détaillés                  | Lotte Kopecky Jolien D'Hoore Belgique                                | 44 pts         | Elinor Barker Emily Nelson Royaume-Uni                              | 34 pts         | Amy Cure Alexandra Manly Australie                                                                 | 25 pts         |
| Scratch résultats détaillés                     | Rachele Barbieri                                                     |                | Elinor Barker                                                       |                | Jolien D'Hoore                                                                                     |                |
| Omnium résultats détaillés                      | Katie Archibald                                                      | 123 pts        | Kirsten Wild                                                        | 115 pts        | Amy Cure                                                                                           | 115 pts        |

## Résultats détaillés

### Hommes

#### Kilomètre
La finale a débuté à 14h49. François Pervis remporte son quatrième titre mondial sur l'épreuve. Tomáš Bábek et Quentin Lafargue terminent deuxièmes ex æquo.
| Pos               | Nom                 | Pays             | Temps    | Écart  |
| ----------------- | ------------------- | ---------------- | -------- | ------ |
| Médaille d'or     | François Pervis     | France           | 1:00.714 |        |
| Médaille d'argent | Tomáš Bábek         | Tchéquie         | 1:01.048 | +0.334 |
| Médaille d'argent | Quentin Lafargue    | France           | 1:01.048 | +0.334 |
| 4                 | Krzysztof Maksel    | Pologne          | 1:01.143 | +0.429 |
| 5                 | Joachim Eilers      | Allemagne        | 1:01.221 | +0.507 |
| 6                 | Dylan Kennett       | Nouvelle-Zélande | 1:01.324 | +0.610 |
| 7                 | Maximilian Dörnbach | Allemagne        | 1:01.389 | +0.675 |
| 8                 | Alexandr Vasiukhno  | Russie           | 1:01.773 | +1.059 |

#### Keirin
- Finale

Les finales ont débuté à 21:33.
| Pos                | Nom               | Pays      | Temps  | Notes |
| ------------------ | ----------------- | --------- | ------ | ----- |
| Médaille d'or      | Azizulhasni Awang | Malaisie  |        |       |
| Médaille d'argent  | Fabián Puerta     | Colombie  | +0.382 |       |
| Médaille de bronze | Tomáš Bábek       | Tchéquie  | +0.417 |       |
| 4                  | Matthew Glaetzer  | Australie | +0.473 |       |
| 5                  | Pavel Kelemen     | Tchéquie  | +0.590 |       |
| 6                  | Marc Jurczyk      | Allemagne | +0.663 |       |

- Petite finale

| Pos | Nom              | Pays             | Temps  | Notes |
| --- | ---------------- | ---------------- | ------ | ----- |
| 7   | Joachim Eilers   | Allemagne        |        |       |
| 8   | Joseph Truman    | Grande-Bretagne  | +0.066 |       |
| 9   | Andriy Vynokurov | Ukraine          | +0.126 |       |
| 10  | François Pervis  | France           | +0.267 |       |
| 11  | Sam Webster      | Nouvelle-Zélande | +0.368 |       |
| 12  | Eddie Dawkins    | Nouvelle-Zélande | +1.676 |       |

#### Vitesse
- Finales

| Pos                              | Nom              | Pays             | 1re manche | 2e manche | 3e manche |
| -------------------------------- | ---------------- | ---------------- | ---------- | --------- | --------- |
| Match pour la médaille d'or      |                  |                  |            |           |           |
| Médaille d'or                    | Denis Dmitriev   | Russie           | X          | X         |           |
| Médaille d'argent                | Harrie Lavreysen | Pays-Bas         | +0.201     | +0.179    |           |
| Match pour la médaille de bronze |                  |                  |            |           |           |
| Médaille de bronze               | Ethan Mitchell   | Nouvelle-Zélande | X          | X         |           |
| 4                                | Ryan Owens       | Grande-Bretagne  | +0.526     | +0.255    |           |

#### Vitesse par équipes

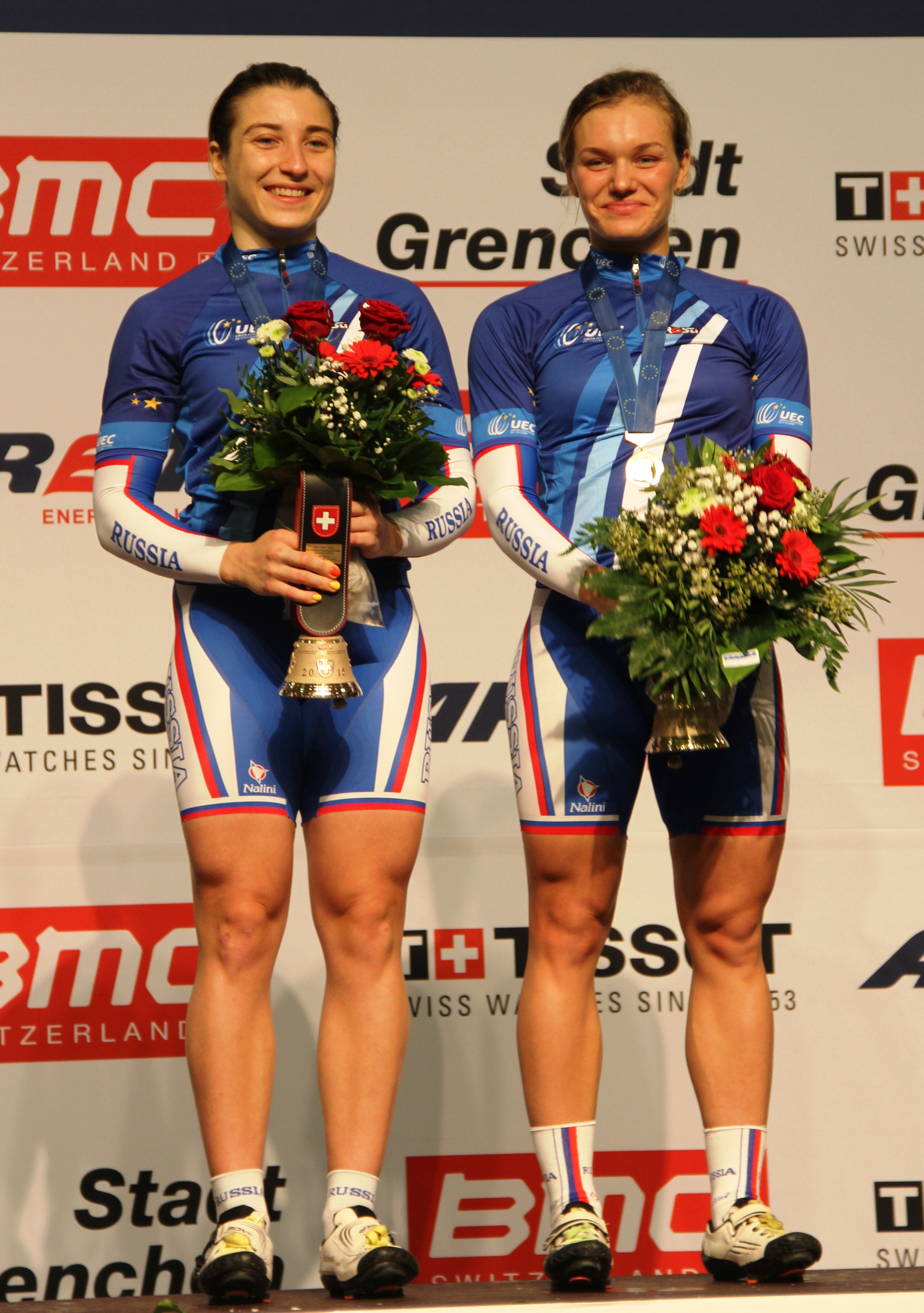
Daria Shmeleva et Anastasiia Voinova (ici en 2015) conservent leur titre mondial.

- Finales

| Pos                              | Nom                                               | Pays             | Temps  | Écart  | Notes |
| -------------------------------- | ------------------------------------------------- | ---------------- | ------ | ------ | ----- |
| Match pour la médaille d'or      |                                                   |                  |        |        |       |
| Médaille d'or                    | Ethan Mitchell Sam Webster Eddie Dawkins          | Nouvelle-Zélande | 44.049 |        |       |
| Médaille d'argent                | Jeffrey Hoogland Harrie Lavreysen Matthijs Büchli | Pays-Bas         | 44.382 | +0.332 |       |
| Match pour la médaille de bronze |                                                   |                  |        |        |       |
| Médaille de bronze               | Benjamin Édelin Sébastien Vigier Quentin Lafargue | France           | 43.536 |        |       |
| 4                                | Maciej Bielecki Rafał Sarnecki Mateusz Rudyk      | Pologne          | 43.698 | +0.162 |       |

#### Poursuite individuelle
- Finales

| Course pour la médaille d'or      |                    |           |          |        |
| Médaille d'or                     | Jordan Kerby       | Australie | 4:17.068 |        |
| Médaille d'argent                 | Filippo Ganna      | Italie    | 4:21.299 | +4.131 |
| Course pour la médaille de bronze |                    |           |          |        |
| Médaille de bronze                | Kelland O'Brien    | Australie | 4:16.909 |        |
| 4                                 | Corentin Ermenault | France    | 4:19.436 | +2.527 |

#### Poursuite par équipes
- Finales

| Pos                              | Nom                                                            | Pays             | Temps    | Écart  | Notes |
| -------------------------------- | -------------------------------------------------------------- | ---------------- | -------- | ------ | ----- |
| Match pour la médaille d'or      |                                                                |                  |          |        |       |
| Médaille d'or                    | Sam Welsford Cameron Meyer Alexander Porter Nicholas Yallouris | Australie        | 3:51.503 |        |       |
| Médaille d'argent                | Regan Gough Pieter Bulling Dylan Kennett Nick Kergozou         | Nouvelle-Zélande | 3:53.979 | +2.476 |       |
| Match pour la médaille de bronze |                                                                |                  |          |        |       |
| Médaille de bronze               | Simone Consonni Liam Bertazzo Filippo Ganna Francesco Lamon    | Italie           | 3:56.935 |        |       |
| 4                                | Mark Stewart Steven Burke Kian Emadi Oliver Wood               | Grande-Bretagne  | 3:58.566 | +1.631 |       |

#### Course aux points
| Pos                | Nom                 | Pays             | Points au tour | Points au sprint | Total |
| ------------------ | ------------------- | ---------------- | -------------- | ---------------- | ----- |
| Médaille d'or      | Cameron Meyer       | Australie        | 40             | 36               | 76    |
| Médaille d'argent  | Kenny De Ketele     | Belgique         | 20             | 20               | 40    |
| Médaille de bronze | Wojtek Pszczolarski | Pologne          | 20             | 20               | 40    |
| 4                  | Niklas Larsen       | Danemark         | 20             | 14               | 34    |
| 5                  | Regan Gough         | Nouvelle-Zélande | 0              | 24               | 24    |
| 6                  | Morgan Kneisky      | France           | 0              | 16               | 16    |
| 7                  | Mark Stewart        | Grande-Bretagne  | 0              | 11               | 11    |
| 8                  | Claudio Imhof       | Suisse           | 0              | 9                | 9     |
| 9                  | Krisztián Lovassy   | Hongrie          | 0              | 8                | 8     |
| 10                 | Mark Downey         | Irlande          | 0              | 6                | 6     |
| 11                 | Nikita Panassenko   | Kazakhstan       | 0              | 4                | 4     |
| 12                 | Andreas Graf        | Autriche         | 0              | 4                | 4     |
| 13                 | Raman Ramanau       | Biélorussie      | 0              | 3                | 3     |
| 14                 | Lucas Liss          | Allemagne        | 0              | 3                | 3     |
| 15                 | Michele Scartezzini | Italie           | 0              | 2                | 2     |
| 16                 | Dmitri Strakhov     | Russie           | 0              | 1                | 1     |
| 17                 | Eloy Teruel         | Espagne          | 0              | 1                | 1     |
| 18                 | Martin Bláha        | Tchéquie         | 0              | 0                | 0     |
| 19                 | João Matias         | Portugal         | −20            | 3                | −17   |
| 20                 | Zachary Kovalcik    | États-Unis       | −20            | 0                | −20   |
| 21                 | Vitaliy Hryniv      | Ukraine          | −40            | 2                | −38   |
| 22                 | Cheung King Lok     | Hong Kong        | −40            | 0                | −40   |
| —                  | Adam Jamieson       | Canada           | Abd            | Abd              | Abd   |
| —                  | Takuto Kurabayashi  | Japon            | Abd            | Abd              | Abd   |

#### Américaine
| Pos                | Nom                               | Pays            | Points | Tours |
| ------------------ | --------------------------------- | --------------- | ------ | ----- |
| Médaille d'or      | Morgan Kneisky Benjamin Thomas    | France          | 45     |       |
| Médaille d'argent  | Cameron Meyer Callum Scotson      | Australie       | 41     |       |
| Médaille de bronze | Moreno De Pauw Kenny De Ketele    | Belgique        | 32     |       |
| 4                  | Niklas Larsen Casper von Folsach  | Danemark        | 22     |       |
| 5                  | Tristan Marguet Claudio Imhof     | Suisse          | 12     |       |
| 6                  | Felix English Mark Downey         | Irlande         | 12     |       |
| 7                  | Albert Torres Sebastián Mora      | Espagne         | 11     | −1    |
| 8                  | Wim Stroetinga Yoeri Havik        | Pays-Bas        | 5      |       |
| 9                  | Theo Reinhardt Henning Bommel     | Allemagne       | −15    | −1    |
| 10                 | Liam Bertazzo Simone Consonni     | Italie          | −16    | −1    |
| 11                 | Alan Banaszek Daniel Staniszewski | Pologne         | −35    | −2    |
| 12                 | Jiří Hochmann Martin Bláha        | Tchéquie        | −39    | −2    |
| –                  | Mark Stewart Oliver Wood          | Grande-Bretagne | Abd    | Abd   |
| –                  | Andreas Müller Andreas Graf       | Autriche        | Abd    | Abd   |
| –                  | Leung Ka Yu Leung Chun Wing       | Hong Kong       | Abd    | Abd   |

#### Scratch

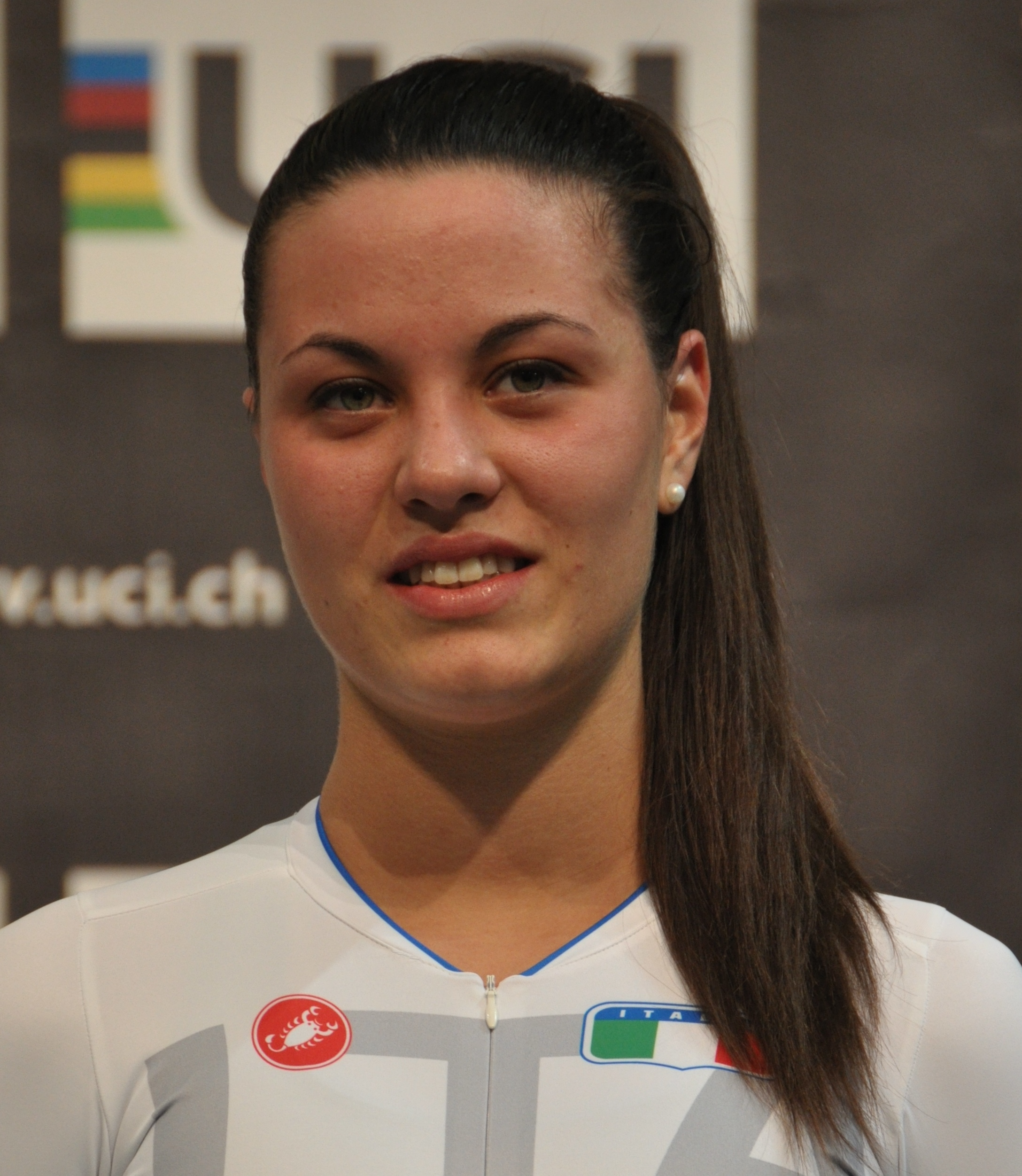
Rachele Barbieri décroche son premier titre international sur l'épreuve du scratch.

| Pos                | Nom                  | Pays            | Tours |
| ------------------ | -------------------- | --------------- | ----- |
| Médaille d'or      | Adrian Tekliński     | Pologne         |       |
| Médaille d'argent  | Lucas Liss           | Allemagne       |       |
| Médaille de bronze | Christopher Latham   | Grande-Bretagne |       |
| 4                  | Wim Stroetinga       | Pays-Bas        |       |
| 5                  | Gaël Suter           | Suisse          |       |
| 6                  | Morgan Kneisky       | France          |       |
| 7                  | Zachary Kovalcik     | États-Unis      |       |
| 8                  | Chrístos Volikákis   | Grèce           |       |
| 9                  | Robbe Ghys           | Belgique        |       |
| 10                 | Francesco Castegnaro | Italie          |       |
| 11                 | Sebastián Mora       | Espagne         |       |
| 12                 | Krisztián Lovassy    | Hongrie         |       |
| 13                 | Andreas Müller       | Autriche        |       |
| 14                 | Yauheni Karaliok     | Biélorussie     |       |
| 15                 | Martin Bláha         | Tchéquie        |       |
| 16                 | Robert Gaineyev      | Kazakhstan      |       |
| 17                 | Filip Taragel        | Slovaquie       |       |
| 18                 | Alfredo Santoyo      | Mexique         |       |
| 19                 | Felix English        | Irlande         |       |
| 20                 | João Matias          | Portugal        |       |
| 21                 | Leung Chun Wing      | Hong Kong       |       |
| 22                 | Taras Shevchuk       | Ukraine         |       |
| 23                 | Alexander Porter     | Australie       |       |

#### Omnium
- Course aux points et classement final

| Pos                | Nom                   | Pays             | Sous-total | Points au sprint | Points au tour | Classement à l'arrivée | Classement général |
| ------------------ | --------------------- | ---------------- | ---------- | ---------------- | -------------- | ---------------------- | ------------------ |
| Médaille d'or      | Benjamin Thomas       | France           | 104        | 25               | 20             | 3                      | 149                |
| Médaille d'argent  | Aaron Gate            | Nouvelle-Zélande | 92         | 15               | 40             | 4                      | 147                |
| Médaille de bronze | Albert Torres         | Espagne          | 112        | 6                | 20             | 8                      | 138                |
| 4                  | Simone Consonni       | Italie           | 92         | 9                | 20             | 12                     | 121                |
| 5                  | Roy Eefting           | Pays-Bas         | 90         | 9                | 20             | 21                     | 119                |
| 6                  | Casper Pedersen       | Danemark         | 62         | 17               | 20             | 2                      | 99                 |
| 7                  | Sam Welsford          | Australie        | 86         | 8                | 0              | 11                     | 94                 |
| 8                  | Szymon Sajnok         | Pologne          | 80         | 5                | 0              | 10                     | 85                 |
| 9                  | Maximilian Beyer      | Allemagne        | 94         | 4                | −20            | 19                     | 78                 |
| 10                 | Ivo Oliveira          | Portugal         | 42         | 15               | 20             | 1                      | 77                 |
| 11                 | Gaël Suter            | Suisse           | 60         | 0                | 0              | 16                     | 60                 |
| 12                 | Lindsay De Vylder     | Belgique         | 58         | 0                | 0              | 6                      | 58                 |
| 13                 | Sultanmurat Miraliyev | Kazakhstan       | 56         | 0                | −20            | 5                      | 36                 |
| 14                 | Park Sang-hoon        | Corée du Sud     | 32         | 0                | 0              | 14                     | 32                 |
| 15                 | Raman Tsishkou        | Biélorussie      | 48         | 0                | −20            | 13                     | 28                 |
| 16                 | Viktor Manakov        | Russie           | 25         | 2                | 0              | 17                     | 27                 |
| 17                 | Leung Chun Wing       | Hong Kong        | 24         | 1                | 0              | 15                     | 25                 |
| 18                 | Christopher Latham    | Grande-Bretagne  | 20         | 2                | 0              | 7                      | 22                 |
| 19                 | Shunsuke Imamura      | Japon            | 41         | 0                | −20            | 18                     | 21                 |
| 20                 | Roman Gladysh         | Ukraine          | 28         | 0                | −20            | 20                     | 8                  |
| 21                 | Edibaldo Maldonado    | Mexique          | 17         | 0                | −20            | 9                      | 0                  |

### Femmes

#### 500 mètres
| Pos                | Nom                 | Pays      | Temps  | Écart  |
| ------------------ | ------------------- | --------- | ------ | ------ |
| Médaille d'or      | Daria Shmeleva      | Russie    | 33.282 |        |
| Médaille d'argent  | Miriam Welte        | Allemagne | 33.382 | +0.100 |
| Médaille de bronze | Anastasiia Voinova  | Russie    | 33.454 | +0.172 |
| 4                  | Lee Wai-sze         | Hong Kong | 33.723 | +0.441 |
| 5                  | Pauline Grabosch    | Allemagne | 33.855 | +0.573 |
| 6                  | Martha Bayona       | Colombie  | 34.291 | +1.009 |
| 7                  | Tania Calvo         | Espagne   | 34.489 | +1.207 |
| 8                  | Laurine van Riessen | Pays-Bas  | 34.526 | +1.244 |

#### Keirin
- Finale

| Pos                | Nom                 | Pays      | Temps  | Notes |
| ------------------ | ------------------- | --------- | ------ | ----- |
| Médaille d'or      | Kristina Vogel      | Allemagne |        |       |
| Médaille d'argent  | Martha Bayona       | Colombie  | +0.061 |       |
| Médaille de bronze | Nicky Degrendele    | Belgique  | +0.130 |       |
| 4                  | Stephanie Morton    | Australie | +0.257 |       |
| 5                  | Shanne Braspennincx | Pays-Bas  | +0.288 |       |
| 6                  | Simona Krupeckaitė  | Lituanie  | +1.480 |       |

- Petite finale

| Pos | Nom                 | Pays         | Temps  | Notes |
| --- | ------------------- | ------------ | ------ | ----- |
| 7   | Laurine van Riessen | Pays-Bas     |        |       |
| 8   | Anastasiia Voinova  | Russie       | +0.090 |       |
| 9   | Lyubov Basova       | Ukraine      | +0.180 |       |
| 10  | Lee Wai-sze         | Hong Kong    | +0.332 |       |
| 11  | Guo Shuang          | Chine        | +0.465 |       |
| 12  | Lee Hye-jin         | Corée du Sud | +0.851 |       |

#### Vitesse
- Finales

| Manche                           | Nom                | Pays      | 1re manche | 2e manche | 3e manche |
| -------------------------------- | ------------------ | --------- | ---------- | --------- | --------- |
| Match pour la médaille d'or      |                    |           |            |           |           |
| Médaille d'or                    | Kristina Vogel     | Allemagne | X          | X         |           |
| Médaille d'argent                | Stephanie Morton   | Australie | +0.149     | +0.147    |           |
| Match pour la médaille de bronze |                    |           |            |           |           |
| Médaille de bronze               | Lee Wai-sze        | Hong Kong | X          | X         |           |
| 4                                | Simona Krupeckaitė | Lituanie  | +0.054     | +0.039    |           |

#### Vitesse par équipes
- Finales

| Pos                              | Nom                               | Pays      | Temps  | Écart  | Notes |
| -------------------------------- | --------------------------------- | --------- | ------ | ------ | ----- |
| Match pour la médaille d'or      |                                   |           |        |        |       |
| Médaille d'or                    | Daria Shmeleva Anastasiia Voinova | Russie    | 32.520 |        |       |
| Médaille d'argent                | Kaarle McCulloch Stephanie Morton | Australie | 32.649 | +0.129 |       |
| Match pour la médaille de bronze |                                   |           |        |        |       |
| Médaille de bronze               | Miriam Welte Kristina Vogel       | Allemagne | 32.609 |        |       |
| 4                                | Guo Shuang Junhong Lin            | Chine     | 33.309 | +0.700 |       |

#### Poursuite individuelle
- Finales

| Course pour la médaille d'or      |                   |            |          |        |
| Médaille d'or                     | Chloe Dygert      | États-Unis | 3:24.641 |        |
| Médaille d'argent                 | Ashlee Ankudinoff | Australie  | 3:31.784 | +7.143 |
| Course pour la médaille de bronze |                   |            |          |        |
| Médaille de bronze                | Kelly Catlin      | États-Unis | 3:30.365 |        |
| 4                                 | Rebecca Wiasak    | Australie  | 3:31.173 | +0.788 |

#### Poursuite par équipes
- Finales

| Pos                              | Nom                                                               | Pays             | Temps    | Écart  | Notes |
| -------------------------------- | ----------------------------------------------------------------- | ---------------- | -------- | ------ | ----- |
| Match pour la médaille d'or      |                                                                   |                  |          |        |       |
| Médaille d'or                    | Kelly Catlin Chloe Dygert Kimberly Geist Jennifer Valente         | États-Unis       | 4:19.413 |        |       |
| Médaille d'argent                | Amy Cure Ashlee Ankudinoff Alexandra Manly Rebecca Wiasak         | Australie        | 4:19.830 | +0.417 |       |
| Match pour la médaille de bronze |                                                                   |                  |          |        |       |
| Médaille de bronze               | Racquel Sheath Rushlee Buchanan Kirstie James Jaime Nielsen       | Nouvelle-Zélande | 4:21.778 |        |       |
| 4                                | Elisa Balsamo Simona Frapporti Francesca Pattaro Silvia Valsecchi | Italie           | 4:26.562 | +4.784 |       |

#### Course aux points
| Pos                | Nom                | Pays             | Points au tour | Points au sprint | Total |
| ------------------ | ------------------ | ---------------- | -------------- | ---------------- | ----- |
| Médaille d'or      | Elinor Barker      | Grande-Bretagne  | 40             | 19               | 59    |
| Médaille d'argent  | Sarah Hammer       | États-Unis       | 40             | 11               | 51    |
| Médaille de bronze | Kirsten Wild       | Pays-Bas         | 20             | 15               | 35    |
| 4                  | Lotte Kopecky      | Belgique         | 20             | 3                | 23    |
| 5                  | Charlotte Becker   | Allemagne        | 0              | 16               | 16    |
| 6                  | Jasmin Duehring    | Canada           | 0              | 9                | 9     |
| 7                  | Giorgia Bronzini   | Italie           | 0              | 8                | 8     |
| 8                  | Gulnaz Badykova    | Russie           | 0              | 7                | 7     |
| 9                  | Aušrinė Trebaitė   | Lituanie         | 0              | 6                | 6     |
| 10                 | Anita Stenberg     | Norvège          | 0              | 5                | 5     |
| 11                 | Amy Cure           | Australie        | 0              | 5                | 5     |
| 12                 | Verena Eberhardt   | Autriche         | 0              | 3                | 3     |
| 13                 | Alžbeta Pavlendová | Slovaquie        | 0              | 2                | 2     |
| 14                 | Racquel Sheath     | Nouvelle-Zélande | 0              | 2                | 2     |
| 15                 | Lydia Gurley       | Irlande          | 0              | 2                | 2     |
| 16                 | Anna Nahirna       | Ukraine          | 0              | 1                | 1     |
| 17                 | Élise Delzenne     | France           | 0              | 1                | 1     |
| 18                 | Ana Usabiaga       | Espagne          | 0              | 0                | 0     |
| 19                 | Jarmila Machačová  | Tchéquie         | 0              | 0                | 0     |
| 20                 | Yang Qianyu        | Hong Kong        | 0              | 0                | 0     |
| 21                 | Natalia Rutkowska  | Pologne          | −20            | 3                | −17   |
| 22                 | Minami Uwano       | Japon            | −20            | 3                | −17   |

#### Américaine
| Pos                | Nom                                                  | Pays             | Points        | Tours         |
| ------------------ | ---------------------------------------------------- | ---------------- | ------------- | ------------- |
| Médaille d'or      | Lotte Kopecky Jolien D'Hoore                         | Belgique         | 44            |               |
| Médaille d'argent  | Elinor Barker Emily Nelson                           | Grande-Bretagne  | 34            |               |
| Médaille de bronze | Amy Cure Alexandra Manly                             | Australie        | 25            |               |
| 4                  | Racquel Sheath Michaela Drummond                     | Nouvelle-Zélande | 15            |               |
| 5                  | Maria Giulia Confalonieri Rachele Barbieri           | Italie           | 14            |               |
| 6                  | Coralie Demay Laurie Berthon                         | France           | 5             |               |
| 7                  | Lizbeth Yareli Salazar Vázquez Sofia Arreola Navarro | Mexique          | 5             |               |
| 8                  | Kimberly Zubris Kimberly Geist                       | États-Unis       | 1             |               |
| 9                  | Mariia Averina Diana Klimova                         | Russie           | 0             |               |
| 10                 | Lydia Gurley Lydia Boylan                            | Irlande          | 0             |               |
| 11                 | Meng Zhao Juan Pang Yao                              | Hong Kong        | −20           | −1            |
| —                  | Anna Nahirna Oksana Kliachina                        | Ukraine          | Abd           | Abd           |
| —                  | Jarmila Machačová Lucie Hochmann                     | Tchéquie         | Abd           | Abd           |
| —                  | Katsiaryna Piatrouskaya Polina Pivovarova            | Biélorussie      | Abd           | Abd           |
| —                  | Daria Pikulik Nikol Plosaj                           | Pologne          | Abd           | Abd           |
| —                  | Laura Brown Stephanie Roorda                         | Canada           | Pas au départ | Pas au départ |

#### Scratch
| Pos                | Nom                | Pays            | Tours   |
| ------------------ | ------------------ | --------------- | ------- |
| Médaille d'or      | Rachele Barbieri   | Italie          |         |
| Médaille d'argent  | Elinor Barker      | Grande-Bretagne |         |
| Médaille de bronze | Jolien D'Hoore     | Belgique        |         |
| 4                  | Sarah Hammer       | États-Unis      |         |
| 5                  | Kirsten Wild       | Pays-Bas        |         |
| 6                  | Jasmin Duehring    | Canada          |         |
| 7                  | Huang Li           | Chine           | −1      |
| 8                  | Diao Xiao Juan     | Hong Kong       | −1      |
| 9                  | Kristina Clonan    | Australie       | −1      |
| 10                 | Roxane Fournier    | France          | −1      |
| 11                 | Tetyana Klimchenko | Ukraine         | −1      |
| 12                 | Alžbeta Pavlendová | Slovaquie       | −1      |
| 13                 | Lucie Hochmann     | Tchéquie        | −1      |
| 14                 | Ana Usabiaga       | Espagne         | −1      |
| 15                 | Lydia Gurley       | Irlande         | −1      |
| 16                 | Anita Stenberg     | Norvège         | −1      |
| 17                 | Evgenia Romanyuta  | Russie          | −1      |
| 18                 | Verena Eberhardt   | Autriche        | −1      |
| 19                 | Justyna Kaczkowska | Pologne         | −1      |
| 20                 | Aušrinė Trebaitė   | Lituanie        | −1      |
| 21                 | Minami Uwano       | Japon           | −1      |
| Abd                | Tatjana Paller     | Allemagne       | Abandon |

#### Omnium
- Course aux points et classement final

| Pos                | Nom                | Pays             | Sous-total | Points au sprint | Points au tour | Classement à l'arrivée | Classement général |
| ------------------ | ------------------ | ---------------- | ---------- | ---------------- | -------------- | ---------------------- | ------------------ |
| Médaille d'or      | Katie Archibald    | Grande-Bretagne  | 112        | 11               | 0              | 4                      | 123                |
| Médaille d'argent  | Kirsten Wild       | Pays-Bas         | 106        | 9                | 0              | 7                      | 115                |
| Médaille de bronze | Amy Cure           | Australie        | 112        | 3                | 0              | 9                      | 115                |
| 4                  | Daria Pikulik      | Pologne          | 90         | 20               | 0              | 1                      | 110                |
| 5                  | Sarah Hammer       | États-Unis       | 96         | 6                | 0              | 3                      | 102                |
| 6                  | Lotte Kopecky      | Belgique         | 68         | 8                | 20             | 16                     | 96                 |
| 7                  | Elisa Balsamo      | Italie           | 84         | 3                | 0              | 6                      | 76                 |
| 8                  | Michaela Drummond  | Nouvelle-Zélande | 72         | 4                | 0              | 5                      | 76                 |
| 9                  | Lydia Boylan       | Irlande          | 54         | 2                | 20             | 8                      | 76                 |
| 10                 | Roxane Fournier    | France           | 72         | 0                | 0              | 11                     | 72                 |
| 11                 | Yumi Kajihara      | Japon            | 39         | 8                | 20             | 21                     | 67                 |
| 12                 | Tetyana Klimchenko | Ukraine          | 56         | 6                | 0              | 2                      | 56                 |
| 13                 | Alžbeta Pavlendová | Slovaquie        | 50         | 0                | 0              | 17                     | 56                 |
| 14                 | Ana Usabiaga       | Espagne          | 52         | 3                | 0              | 18                     | 55                 |
| 15                 | Anita Stenberg     | Norvège          | 40         | 9                | 0              | 10                     | 49                 |
| 16                 | Luo Xiaoling       | Chine            | 23         | 3                | 20             | 19                     | 46                 |
| 17                 | Pang Yao           | Hong Kong        | 38         | 1                | 0              | 15                     | 39                 |
| 18                 | Olivija Baleišytė  | Lituanie         | 20         | 3                | 0              | 20                     | 23                 |
| 19                 | Jarmila Machačová  | Tchéquie         | 18         | 0                | 0              | 12                     | 18                 |
| 20                 | Tatjana Paller     | Allemagne        | 11         | 0                | 0              | 13                     | 11                 |
| 21                 | Zeng Ke Xin        | Taipei chinois   | 3          | 0                | 0              | 14                     | 3                  |
| —                  | Stephanie Roorda   | Canada           | 50         | —                | —              | —                      | Abd                |

## Tableau des médailles
| Rang | Nation           | Or    | Argent | Bronze | Total |    |
| ---- | ---------------- | ----- | ------ | ------ | ----- | -- |
| 1    | Australie        | 3     | 5      | 3      | 11    |    |
| 2    | France           | 3     | 1      | 1      | 5     |    |
| 3    | Russie           | 3     | 0      | 1      | 4     |    |
| 4    | Allemagne        | 2     | 2      | 1      | 5     |    |
| 4    | Grande-Bretagne  | 2     | 2      | 1      | 5     |    |
| 6    | États-Unis       | 2     | 1      | 1      | 4     |    |
| 7    | Nouvelle-Zélande | 1     | 2      | 2      | 5     |    |
| 8    | Belgique         | 1     | 1      | 3      | 5     |    |
| 9    | Italie           | 1     | 1      | 1      | 3     |    |
| 10   | Pologne          | 1     | 0      | 1      | 2     |    |
| 11   | Malaisie         | 1     | 0      | 0      | 1     |    |
| 12   | Pays-Bas         | 0     | 3      | 1      | 4     |    |
| 13   | Colombie         | 0     | 2      | 0      | 2     |    |
| 14   | Tchéquie         | 0     | 1      | 1      | 2     |    |
| 15   | Hong Kong        | 0     | 0      | 1      | 1     |    |
| 15   | Espagne          | 0     | 0      | 1      | 1     |    |
| 15   | Total            | Total | 20     | 21     | 19    | 60 |